# Bläcklav
Bläcklav (Placynthium nigrum) är en lavart som först beskrevs av William Hudson, och fick sitt nu gällande namn av Samuel Frederick Gray. Bläcklav ingår i släktet Placynthium och familjen Placynthiaceae.  Utöver nominatformen finns också underarten tantaleum.
I den svenska databasen Dyntaxa används istället namnet Placynthium tremniacum för samma taxon.  Arten är reproducerande i Sverige.

## Källor

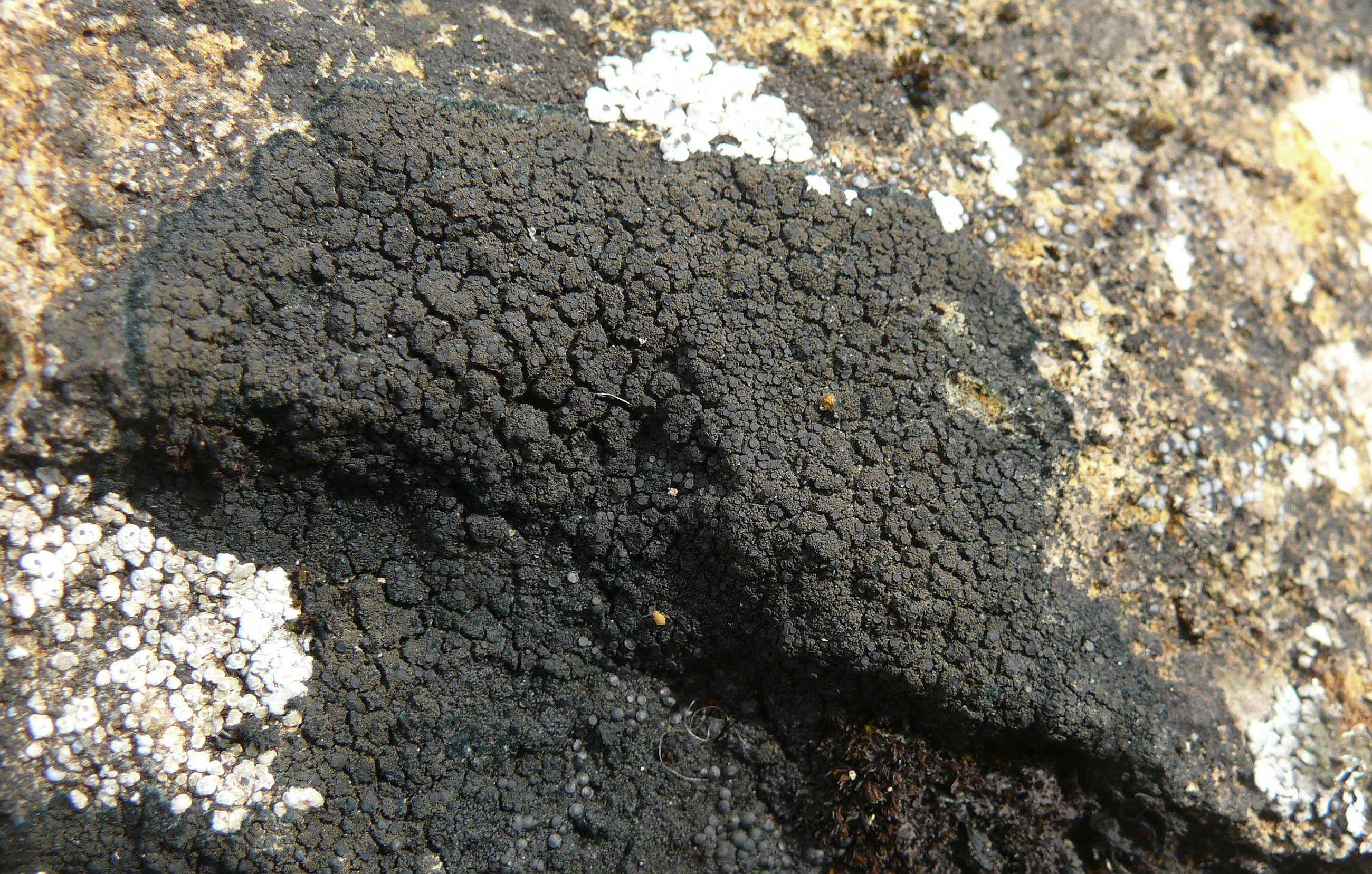
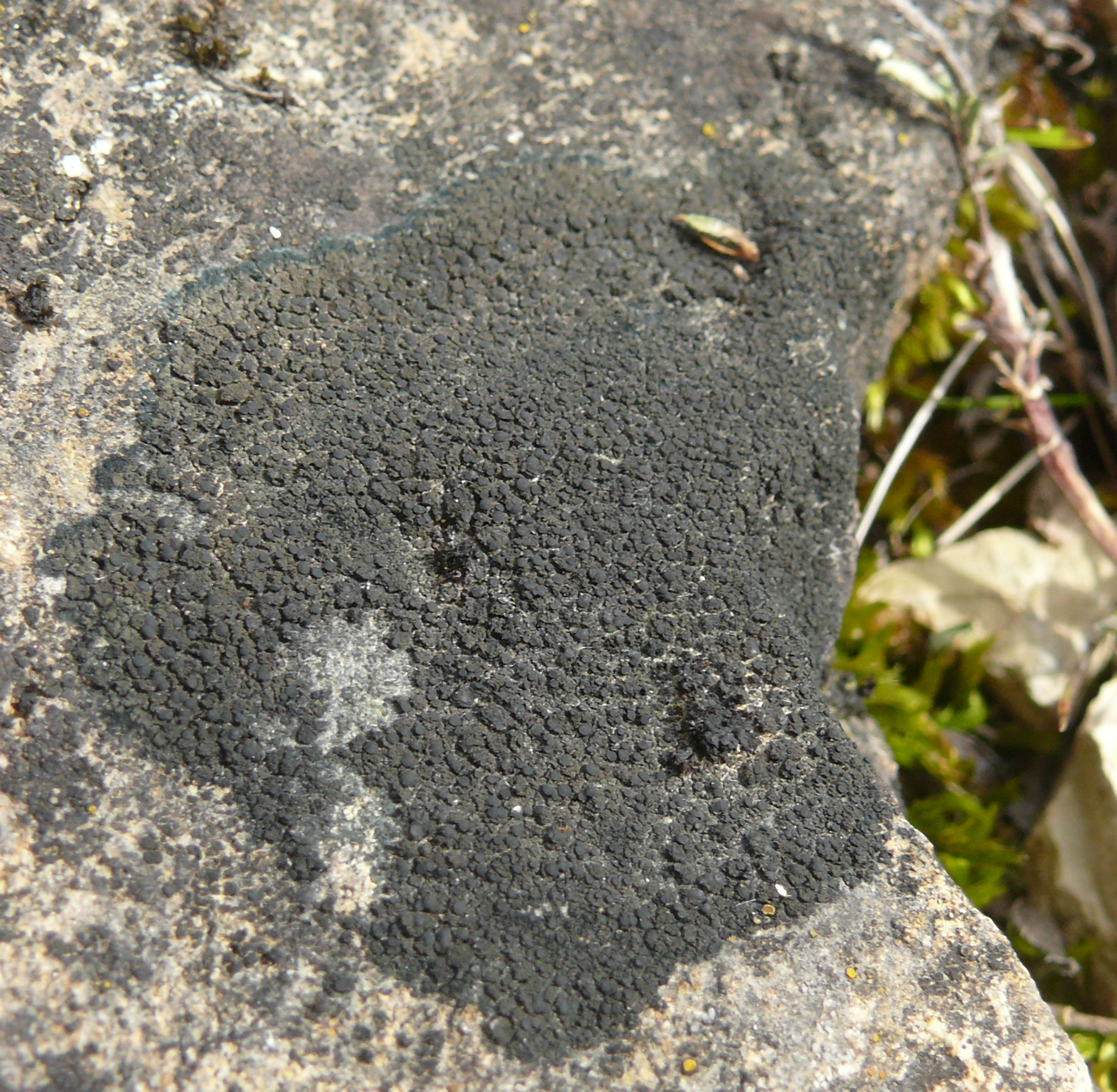
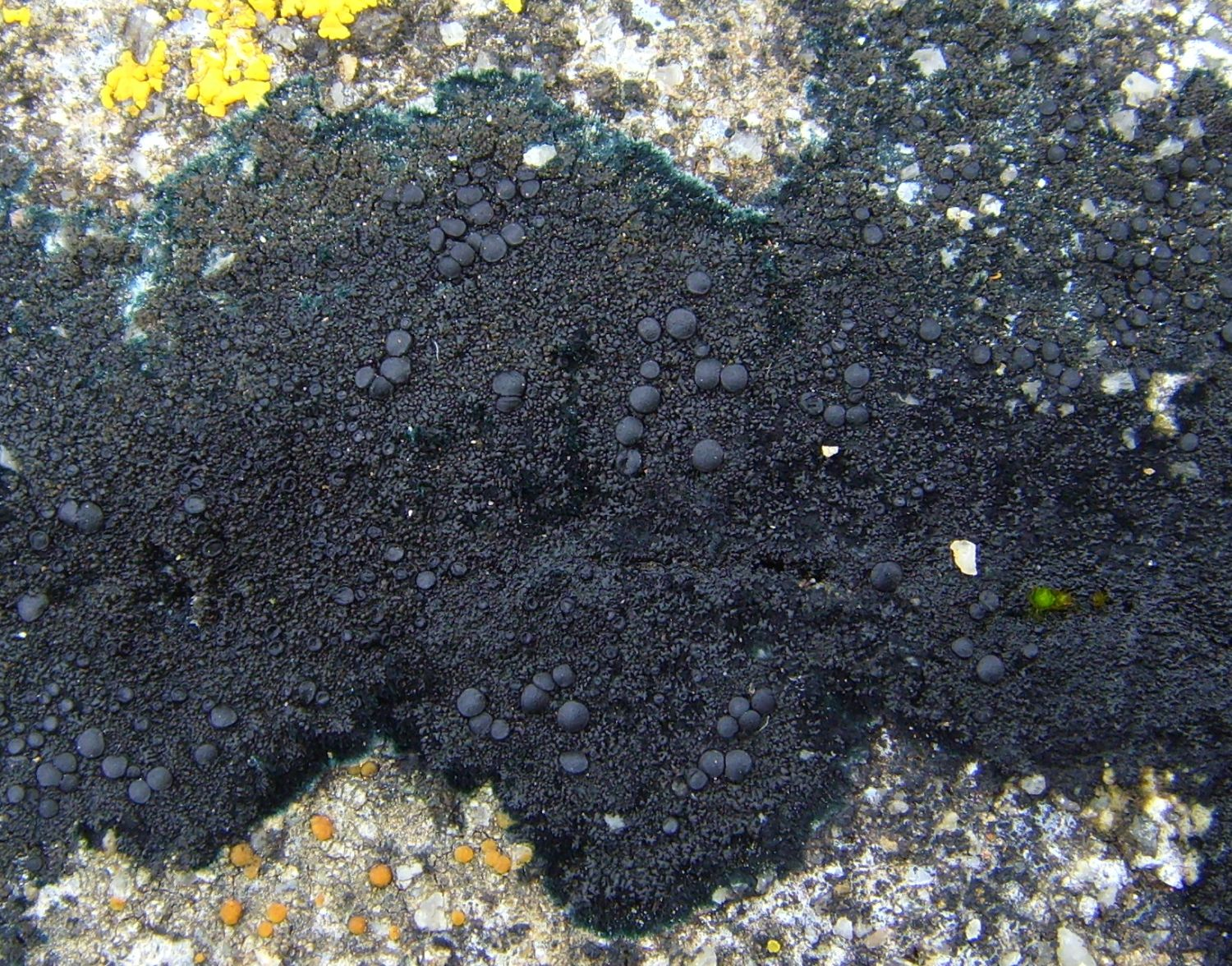
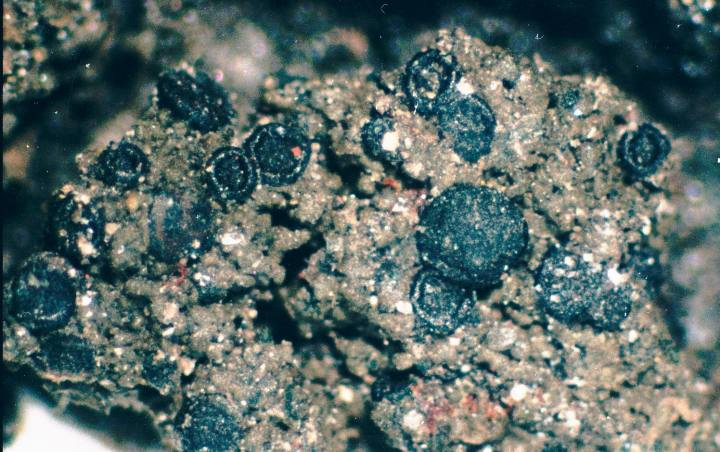
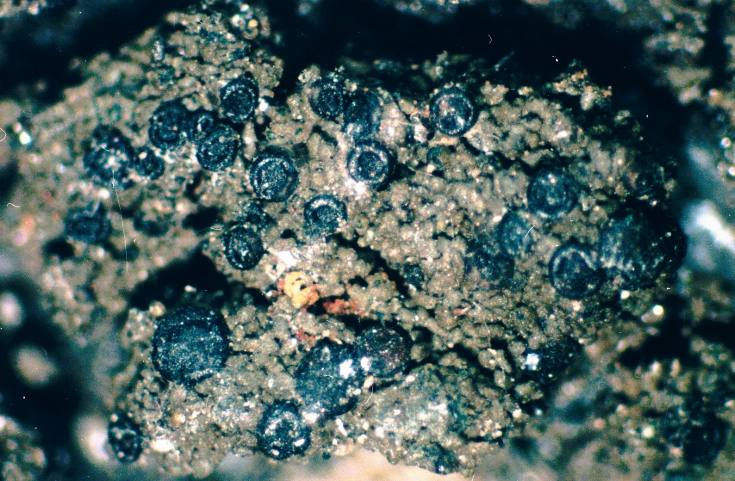
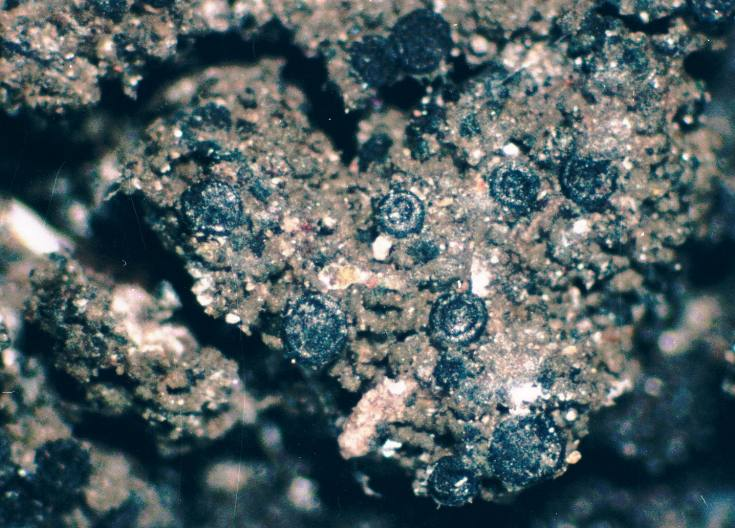
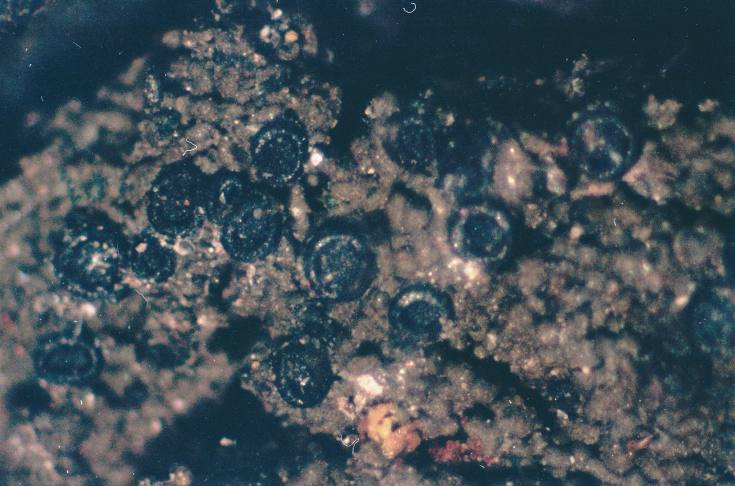